# Ринок (пам'ятка)

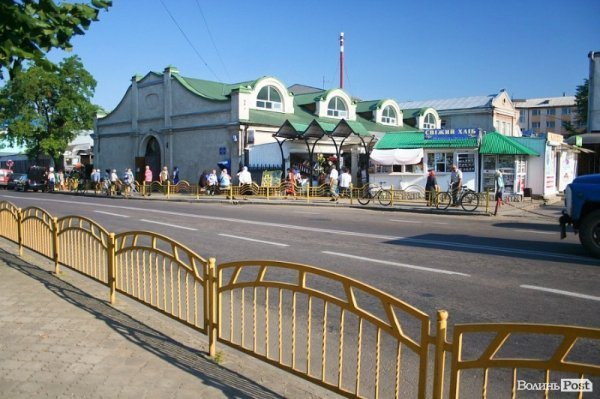
Вигляд ринку до реставрації

Ринок — памʼятка місцевого значення у Володимирі, охоронний номер НВ-12. Розташований на вулиці Данила Галицького, 3.

## Історія
Достеменно невідомі роки, коли саме побудували ринок на колишній площі Ринковій, але орієнтовно у 18 столітті. Ринок побудували за кошти міської скарбниці. 

Початково це були два торгові ряди з магазинами, з'єднаними між собою. Ряди розділяла дорога, спершу дерев'яна, потім її вимостили бруківкою шириною понад вісім метрів. Товщина стін у будівлі мала 70 сантиметрів, а площа базару — більше тисячі квадратних метрів. У крамницях стояли великі кахельні груби (пєци), які опалювали дровами, на вікнах і дверях висіли великі ковані завіси, підлога була встелена керамічною плиткою — подібну клали у соборах. Через дорогу від ринку стояла ратуша.

У 20-х роках ХХ ст. (найімовірніше у 1923 р.) над двома торговельними рядами збудували критий ринок у стилі еклектизму. На той час будівля мала великі вікна і окремі крамнички. З одного боку торгували переважно овочами, з іншого – м’ясною продукцією.
З одного боку до 1939 року тут розміщувалися ювелірні магазини, цей ряд по-народному називали «золотим».

Коли в роки Другої світової війни на території міста створили гетто, ринок став його частиною, а вхід в гетто був саме через ринок. Після ліквідації гетто, приміщення ринку було значно пошкоджено.

Відбудову провели у 1952—1955 рр.

## Опис
Цегляна одноповерхова будівля має площу 1471 квадратний метр, у висоту понад десять, в центрі споруди обладнано східці на другий поверх, які ведуть в адмінприміщення. Фасади розділені пілястрами, завершуються карнизами, а з боків — хвилястими фронтонами. Дах двосхилий з арковими вікнами.
Льохи мали глибину два метри, обладнані ліфтом.